# Yussuf Saleh
Yussuf Saleh (Solna, 22 de março de 1984) é um futebolista profissional etíope que atua como meia.

## Carreira
Yussuf Saleh representou o elenco da Seleção Etíope de Futebol no Campeonato Africano das Nações de 2013.